# Маунт-Гамбір
Маунт-Ґамбір (англ. Mount Gambier) — місто в австралійському штаті Південна Австралія. Є центром міського муніципалітету Маунт-Ґамбір, а також округу Ґрант (НЕ входить до його складу). Населення — 23 494 осіб (за переписом 2006).
Свою назву місто отримало по імені місцевого вулкана.

## Історія

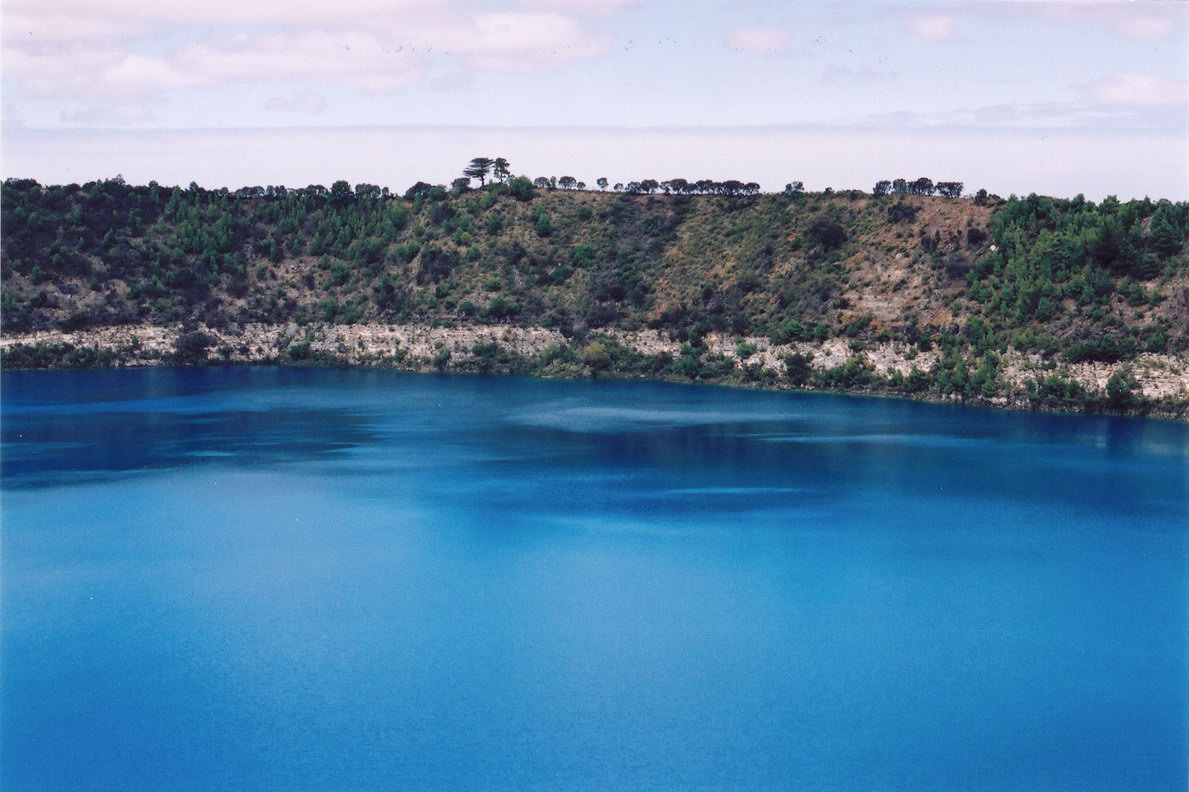
Блакитне озеро — одна з головних визначних пам'яток Маунт-Гамбір.

До прибуття європейців тут проживало австралійське плем'я буандік. Вони називали цей район «іренг белам», тобто, «край орла». Першим білим, котрий відвідав ці місця, став лейтенант Джеймс Ґрант, який висадився на берег 3 грудня 1800 року. Він виявив тут дві гори і два миси, яким дав імена відповідно гора Гамбір (на честь лорда Адміралтейства Джеймса Гамб'є), гора Шенка, мис Бенкс і мис Нортумберленд. Люди буандік стали першими аборигенами Південній Австралії, кторі побачили кораблі, а також стадо овець, які англійці привезли з собою.
У червні 1839 року на тутешніх землях поселилися брати Хенті, які привели сюди овець та рогата худобу. Правда, доводилося витримувати сутички з місцевими племенами. Після того, як Хенті переїхали з цих земель (в 1844 р.), правом володіння на них отримав Івлін Стерт, брат Чарльза Стерта, який відкрив найбільші річки Австралії — Дарлінг та Мюррей. У тих же 1840-х роках на місці сучасного Маунт-Гамбір з'явилося перше постійне поселення. У період з 1847 по 1849 рр. в Тауншипі з'явилися перший готель, магазин та млин, який виробляв ячмінне та пшеничне борошно.
Офіційно місто (таун) був заснований в 1854 році Гастінгсом Каннінгемом. Він дав місту ім'я Ґамбір-Таун (англ. Gambier Town). Рівно через століття, у 1954 році, він був перейменований в Маунт-Ґамбір та отримав статус міста.

## Населення

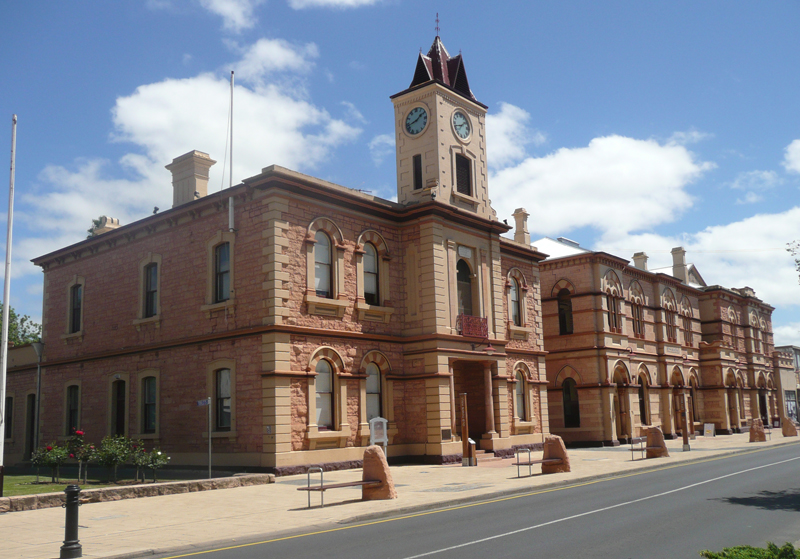
Будівля міського муніципалітету.

Згідно з переписом 2006 року, у місті проживає 23 494 особи, з них 11 349 чоловіків і 12 145 жінок. Більшість населення складають білі (19 941 англоавстралійців, 667 англійців, 218 англоновозеландців, 206 італійців, 169 голландців і 139 німців), частка корінного населення незначна — 1,6 % (369 осіб). Для переважної більшості жителів Маунт-Ґамбір рідною мовою є англійська (91,7 %). Маунт-Ґамбір — друге за чисельністю населення місто штату (після Аделаїди) та 50-те у країні.

## Економіка
Основними галузями місцевої економіки є сільське, лісове господарство та туризм. Останнє приносить до міської казни 100 мільйонів доларів доходу щорічно. У число головних визначних пам'яток, які приваблюють туристів, входять навколишні озера (в тому числі, Блакитне озеро), Столітня вежа, стара будівля суду, Печерний сад, гори, печери, історичні будівлі та церкви.

### Транспорт
У місті є аеропорт.
Через місто проходить кілька автотрас, у тому числі, Princes Highway та Riddoch Highway. Також Маунт-Ґамбір сполучений з іншими містами автобусними маршрутами та залізнничною колією.

### Туризм

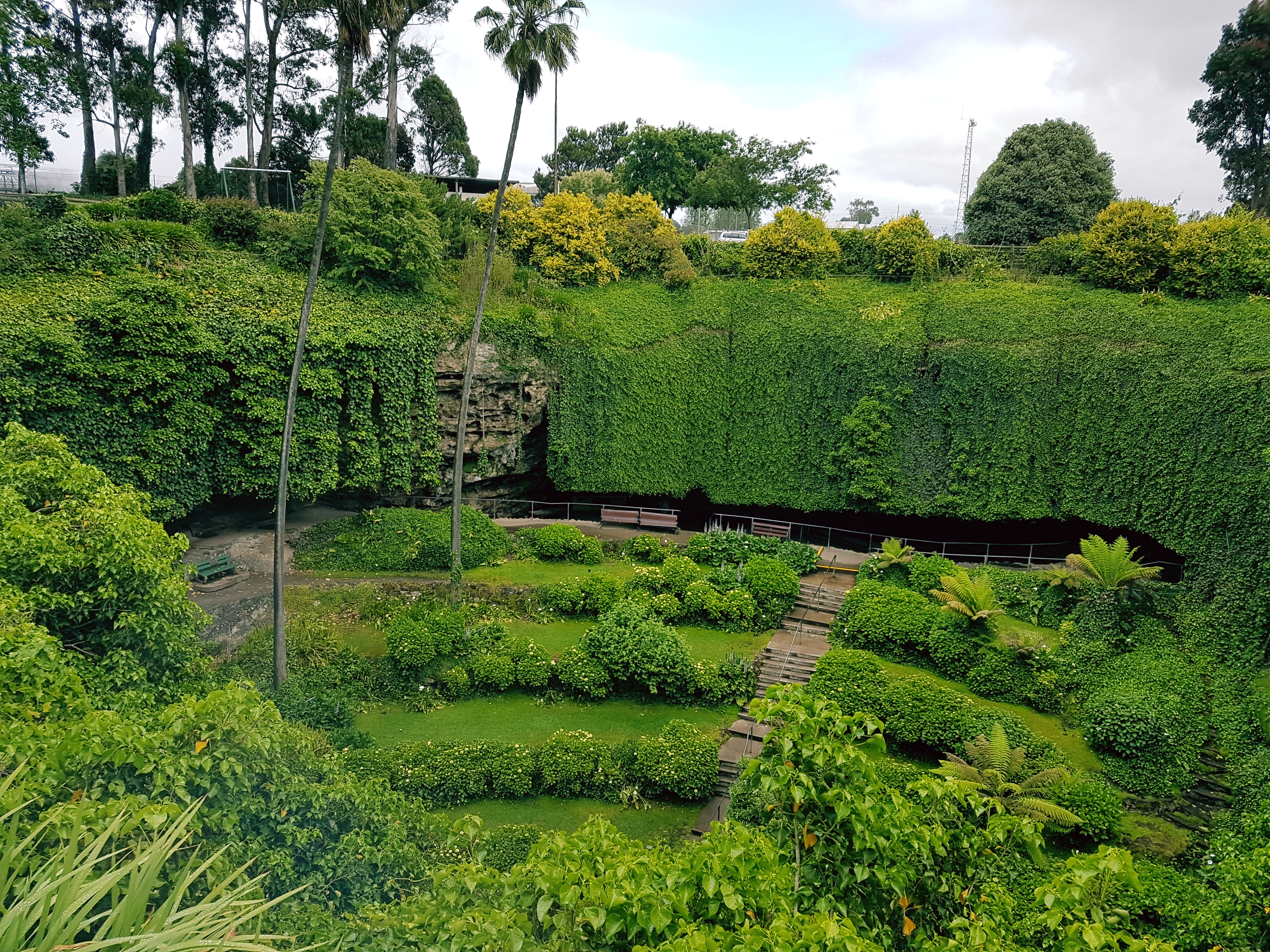
Провал Амферстон

Маунт-Гамбір є головним центром туризму регіону, відомого як «Вапнякове узбережжя» (англ. The Limestone Coast). Район має безліч природних визначних пам'яток, включаючи вулканічні кратери, озера, вапнякові печери, поглиблення, підземні водоносні горизонти та приголомшливі сеноти (провали), оточені містом з широким спектром можливостей для проживання, шопінгу та розваг. Туризм приносить близько 100 мільйонів доларів для економіки Маунт-Гамбір. Місто є головним центром для проживання в регіоні. Основними туристичними визначними пам'ятками є парк дикої природи Блакитне озеро та озеро Веллі, а також печери, такі як провал Амферстон, Печерні сади та Печера Енгельбрехта. Печера Енгельбрехта — популярне місце для дайвінгу. Регіон навколо Маунт-Гамбір також має багато наповнених водою провалів, печер та карстових вирв, які приваблюють печерних дайверів з усього світу.

## Клімат
Маунт-Ґамбір знаходиться на півдні Австралії, на березі Індійського океану, на самому південному сході штату, за 439 км на південний схід від Аделаїди.
| Клімат Маунт-Гамбір                                                    | Клімат Маунт-Гамбір | Клімат Маунт-Гамбір | Клімат Маунт-Гамбір | Клімат Маунт-Гамбір | Клімат Маунт-Гамбір | Клімат Маунт-Гамбір | Клімат Маунт-Гамбір | Клімат Маунт-Гамбір | Клімат Маунт-Гамбір | Клімат Маунт-Гамбір | Клімат Маунт-Гамбір | Клімат Маунт-Гамбір | Клімат Маунт-Гамбір |
| Показник                                                               | Січ.                | Лют.                | Бер.                | Квіт.               | Трав.               | Черв.               | Лип.                | Серп.               | Вер.                | Жовт.               | Лист.               | Груд.               | Рік                 |
| Середній максимум, °C                                                  | 25,2                | 25,1                | 23,1                | 19,4                | 16,1                | 13,8                | 13,2                | 14,1                | 15,8                | 17,9                | 20,4                | 22,9                | 18,9                |
| Середній мінімум, °C                                                   | 11,1                | 11,6                | 10,5                | 8,7                 | 7,3                 | 5,7                 | 5,1                 | 5,5                 | 6,3                 | 7,1                 | 8,4                 | 9,9                 | 8,1                 |
| Температура води, °C                                                   | 28                  | 28                  | 29                  | 30                  | 30                  | 29                  | 29                  | 28                  | 29                  | 29                  | 29                  | 28                  | 28,8                |
| Норма опадів, мм                                                       | 27.4                | 26.4                | 35.2                | 55.0                | 70.0                | 83.0                | 99.2                | 95.1                | 72.9                | 61.5                | 47.3                | 39.0                | 712.2               |
| ---------------------------------------------------------------------- | ------------------- | ------------------- | ------------------- | ------------------- | ------------------- | ------------------- | ------------------- | ------------------- | ------------------- | ------------------- | ------------------- | ------------------- | ------------------- |
| Джерело: http://reg.bom.gov.au/climate/averages/tables/cw_026021.shtml |                     |                     |                     |                     |                     |                     |                     |                     |                     |                     |                     |                     |                     |

## Відомі уродженці та жителі
- Кейсі Чемберс (н. 1976) — австралійська співачка, автор пісень та гітаристка.
- Том Арден (1961—2015) — австралійський письменник-фантаст.